# Konrad Kratzsch
Konrad Kratzsch (* 10. April 1931 in Unterlosa; † 13. März 2024, beerdigt auf dem Hauptfriedhof Weimar) war ein deutscher Literaturwissenschaftler.
Kratzsch wurde in Jena 1968 mit einer Arbeit unter dem Titel Untersuchungen zur Genese und Struktur der Erzählungen Ludwig Achim von Arnims promoviert. Sein Wirkungsort war Weimar. Sein Œuvre widmet sich Themen zu dessen Geschichte. Kratzsch leitete bis 1995 die Abteilung Erwerbung an der Herzogin-Anna-Amalia-Bibliothek.
Kratzsch wurde auf dem Hauptfriedhof Weimar beerdigt. 

## Werke (Auswahl)
- Untersuchungen zur Genese und Struktur der Erzählungen Ludwig Achim von Arnims, Diss. Jena 1968.
- Literatur : Sprachwissenschaft, Literaturwissenschaft, Literaturgeschichte, Literaturkritik ; Ein Auswahlverzeichnis, [Bearb. Konrad Kratzsch], Städtische Volksbüchereien, Erfurt 1954.
- Die Faust-Puppenspiele der Herzogin Anna Amalia Bibliothek in Weimar, tredition, Hamburg 2021.
- Goethes tatkräftige Helfer : Vulpius – Riemer – Eckermann, tredition, Hamburg 2020.
- Von Büchern und Menschen : Arbeiten aus drei Jahrzehnten als Bibliothekar an der Herzogin Anna Amalia Bibliothek in Weimar, tredition, Hamburg 2017.
- Klatschnest Weimar : Ernstes und Heiteres, Menschlich-Allzumenschliches aus dem Alltag der Klassiker / aus den Quellen dargestellt von Konrad Kratzsch, Königshausen & Neumann, Würzburg  2002.